# Marzena Pawlak
Marzena Pawlak (ur. 26 maja 1971 w Poznaniu) – polska lekkoatletka, olimpijka.

## Kariera
Startowała w biegach sprinterskich. Wystąpiła na igrzyskach olimpijskich w Sydney w 2000, w sztafecie 4 x 100 metrów, która odpadła w półfinale (razem z nią startowały Joanna Niełacna, Agnieszka Rysiukiewicz i Zuzanna Radecka). Podczas Mistrzostw Świata w Sewilli w 1999 wzięła udział w biegu eliminacyjnym sztafety 4 x 100 m (w finale zastąpiła ją Irena Sznajder).
Podczas Halowych Mistrzostw Świata w Maebashi w 1999 oraz Halowych Mistrzostw Europy w Gandawie w 2000 odpadała w eliminacjach biegu na 60 m.
Zdobyła tytuł mistrzyni Polski w sztafecie 4 x 100 m w 2000 oraz cztery tytuły halowej mistrzyni Polski: na 60 m w 1998, 2001 i 2002 oraz na 200 m w 2001.
Rekordy życiowe:
- bieg na 100 metrów - 11,43 s
- bieg na 200 metrów - 23,52 s
- bieg na 400 metrów - 55,34 s

w hali:
- bieg na 60 metrów - 7,35 s

Była zawodniczką Olimpii Poznań.